# A Biblioteca da Meia-Noite
A Biblioteca da Meia-noite (em inglês: The Midnight Library) é um romance do gênero literatura fantástica de Matt Haig, publicado na Inglaterra em 13 de agosto de 2020, pela Canongate Books. No Brasil foi lançado em 2021, pela editora Bertrand Brasil, com tradução de  Adriana Fidalgo. 
A obra foi resumida e transmitida pela BBC Radio 4 em dez episódios, em dezembro de 2020.

## Enredo
A protagonista do livro é uma jovem chamada Nora Seed, que está infeliz com suas escolhas na vida. Depois de tentar se matar, ela se vê em uma biblioteca, acompanhada da bibliotecária de sua antiga escola, a Sra. Elm. A biblioteca tem milhares de livros, e neles estão escritos vidas que poderiam ter sido de Nora Seed se ela tivesse feito outras escolhas.

## Recepção
A Biblioteca da Meia-noite foi indicado como best-seller pelos jornais The New York Times, The Boston Globe, e The Washington Post . O Good Morning America o selecionou como uma escolha do clube do livro.
A Booklist  e a BookPage concederam ao livro uma crítica com estrela. O livro também recebeu críticas positivas do The New York Times, The Guardian , e The Washington Post . 
| Ano  | Prêmio                                      | Resultado | Ref.   |
| ---- | ------------------------------------------- | --------- | ------ |
| 2020 | Goodreads Choice Award de Ficção            | Ganhador  | [ 14 ] |
| 2020 | Prêmio Audie de Ficção                      | candidato | [ 15 ] |
| 2021 | British Book Award "Livro de ficção do ano" | lista     | [ 16 ] |